# Psilanteris atriclava
Psilanteris atriclava är en stekelart som beskrevs av Jean-Jacques Kieffer 1916. Psilanteris atriclava ingår i släktet Psilanteris och familjen Scelionidae. Inga underarter finns listade i Catalogue of Life.